# 14513 Алісалінднер
14513 Алісалінднер (1996 GK17, 1976 UO12, 1998 XO78, 14513 Alicelindner) — астероїд головного поясу, відкритий 15 квітня 1996 року.
Тіссеранів параметр щодо Юпітера — 3,382.